# Tiro ai XVIII Giochi dei piccoli stati d'Europa
Le competizioni di tiro (tiro a segno e tiro a volo) ai XVII Giochi dei piccoli stati d'Europa si sono svolte dal 29 al 31 maggio 2019.

## Podi

### Maschile
| Evento                      | Oro                  | Argento              | Bronzo             |
| Pistola aria compressa 10 m | Ásgeir Sigurgeirsson | Boris Jeremenko      | Jean Marie Cirelli |
| Fucile aria compressa 10 m  | Miloš Božović        | Andreas Charalambous | Nemanja Obradović  |
| Trap                        | Nikolas Kyriakou     | William Chetcuti     | Andrea Makri       |
| Double trap                 | Gianluca Chetcuti    | William Chetcuti     | Gian Marco Berti   |

### Femminile
| Evento                      | Oro             | Argento               | Bronzo           |
| Pistola aria compressa 10 m | Eleanor Bezzina | Jelena Pantović       | Nevena Šaranović |
| Fucile aria compressa 10 m  | Sylvie Nockels  | Marilena Constantinou | Leonie Mautz     |